# Amata timura
Amata timura là một loài bướm đêm thuộc phân họ Arctiinae, họ Erebidae.